# イトヒメハギ
イトヒメハギ（糸姫萩、学名：Polygala tenuifolia）はヒメハギ科の多年草。
中国東部から東北部原産。花期は5-7月頃で淡藍色の花を咲かせる。

## 生薬
開花期の根は遠志（オンジ）という日本薬局方に収録された生薬であり、去痰作用がある。帰脾湯、加味帰脾湯、人参養栄湯などの漢方方剤に使われる。脳の記憶機能を活性化し、中年期以降の物忘れを改善する効果もある。